# Lancelot (De Rode Ridder)
Lancelot is een hoofdpersonage uit de stripreeks De Rode Ridder.
Hij is gebaseerd op de figuur Lancelot en is net als Johan, de Rode Ridder, een ridder van de Ronde Tafel. Samen met Johan beleeft hij vele avonturen. Hij is in heel wat verhalen een betrouwbare partner voor de Rode Ridder.
Lancelot is een hoofse ridder, afgebeeld met lang haar.
Lancelot treedt vooral op de voorgrond in de Vandersteen verhalen. Hij introduceert Johan aan de ronde tafel in het negentiende album, Koning Arthur.
Als Karel Biddeloo de reeks overneemt komt hij wat minder aan bod.

## Albums
Lancelot speelt in heel wat albums een al dan niet belangrijke rol:
- 19: Koning Arthur
- 20: Kerwyn de magiër
- 21: De wilde horde
- 22: De ring van Merlijn
- 23: Hugon de hofnar
- 25: Het rijk van Enid
- 26: De kroon van Deirdre
- 27: Het graf van Ronjar
- 28: De maansteen
- 29: De zwaneburcht
- 30: Mysterie te Camelot
- 31: De groene mummie
- 153: "De toverstaf"
- 154: De slavenmeester
- 174: De erfgenaam
- 221: De spiegeldemon